# Nandus prolixus
Nandus prolixus — вид з роду нандус (Nandus), родина нандові (Nandidae). Був виявлений в басейні річки Сепілок (англ. Sepilok River) на північному сході острова Калімантан (Малайзія, штат Сабах, область Сандакан).
Стандартна довжина тіла риб (без хвостового плавця) становить 83,4 мм. Тіло помірно видовжене, стиснуте з боків, морда гостра. Рот великий, може висовуватись уперед. Зуби короткі, загострені, вишикувані в багато рядів, густо вкривають верхню та нижню щелепи. Очі круглі, великі. Задній край зябрових кришок має дрібні зубчики.
Спинний плавець має 14 твердих і 10-12 м'яких променів, грудні — по 15-16 м'яких, черевні — по 1 твердому і 5 м'яких, анальний — 3 твердих і 5-7 м'яких, хвостовий — 14 м'яких променів.
Бічна лінія поділяється на два сегменти. Луска ктеноїдна, майже однакового розміру на всьому тілі.
Риби мають світло-коричневе забарвлення, вкрите темними розмитими плямами, які випадковим чином розкидані по всьому тілу і ніколи не утворюють вертикальних смуг. Всі плавці, крім грудних, вкриті невеличкими коричневими плямками, що утворюють неправильні поперечні смуги в перетинках між променями плавців.
Риби мешкають у неглибоких заболочених лісових струмках з дуже повільною течією. Вони ховаються серед опалого листя та інших рослинних фрагментів, якими встелене дно цих водойм. Харчуються личинками комах і дрібними рибками.